# Voetbalkampioenschap van Saale-Elster 1917/18
In 1917/18 werd het vijfde voetbalkampioenschap van Saale-Elster gespeeld, dat georganiseerd werd door de Midden-Duitse voetbalbond. 
TV Lion Weißenfels werd kampioen en plaatste zich voor de Midden-Duitse eindronde. Net als vorig seizoen speelden de kampioenen van de verschillende Thüringse competities eerst onderling tegen elkaar voor het ticket naar de Midden-Duitse eindronde. De club kreeg een zware veeg uit de pan van 1. SV Jena met 17-0.

## 1. Klasse
| Plaats | Club                       | Wed.           | W              | G              | V              | Saldo          | Ptn.           |
| ------ | -------------------------- | -------------- | -------------- | -------------- | -------------- | -------------- | -------------- |
| 1.     | TV Lion Weißenfels         | 6              | 6              | 0              | 0              | 21:05          | 12:00          |
| 2.     | Naumburger SV Hohenzollern | 6              | 3              | 0              | 3              | 21:15          | 06:06          |
| 3.     | FC Preußen Weißenfels      | 6              | 3              | 0              | 3              | 10:09          | 06:06          |
| 4.     | SpVgg Zeitz 1910           | 6              | 0              | 0              | 6              | 04:27          | 00:12          |
| 5.     | Zeitzer BC 1903            | Teruggetrokken | Teruggetrokken | Teruggetrokken | Teruggetrokken | Teruggetrokken | Teruggetrokken |

- Zeitzer BC 03 trok zich op 21 oktober 1917 terug, de club had drie wedstrijden gespeeld en alle drie verloren, maar de resultaten werden geschrapt.

|  | Kampioen, geplaatst voor Midden-Duitse eindronde |
|  | Degradatie                                       |